# Attentat de Libenyi

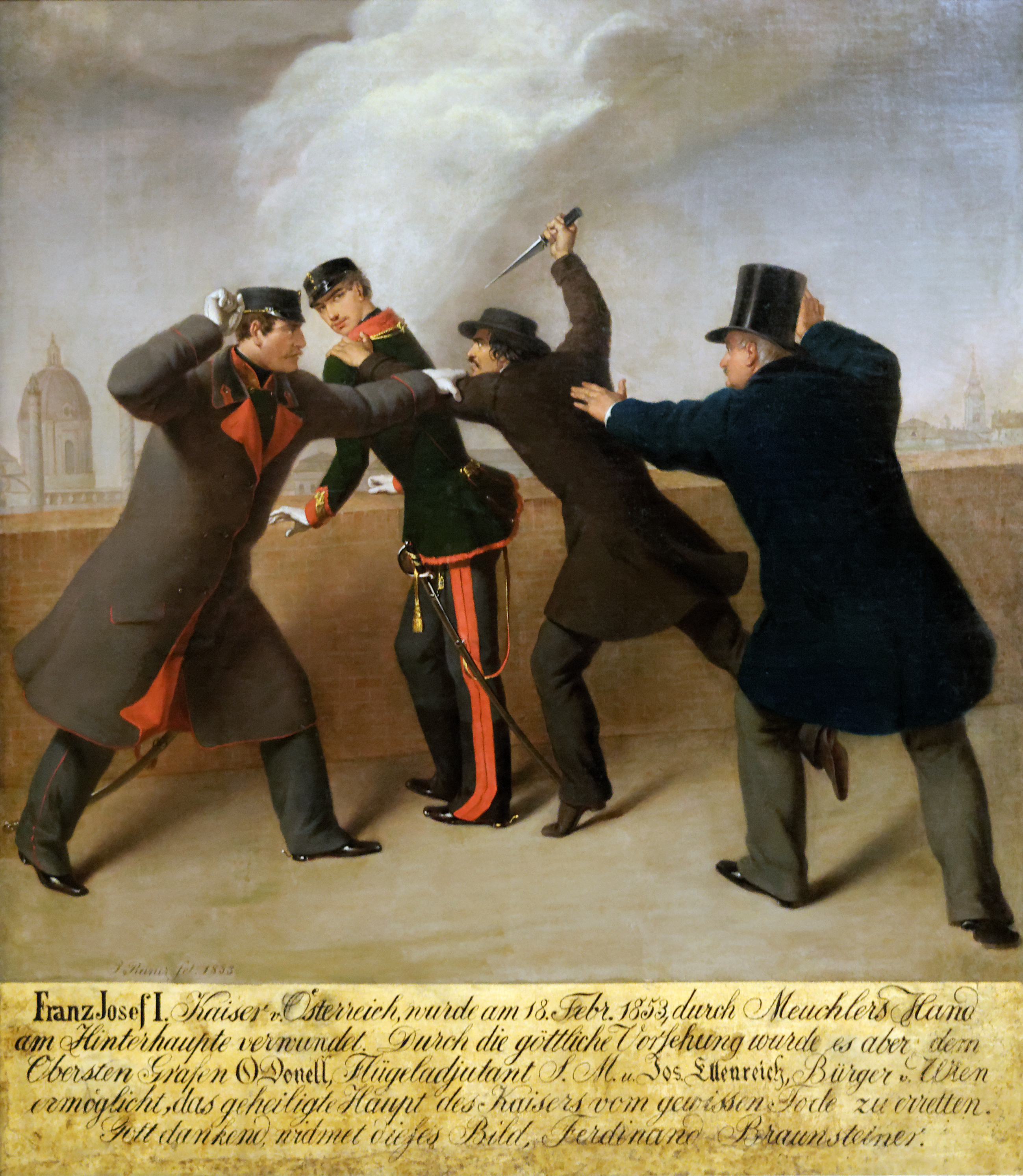
L'attentat de Libenyi par J. Reiner

L'attentat de Libenyi est une tentative d'assassinat sur l'empereur François-Joseph Ier d'Autriche commise par le nationaliste hongrois Janos Libenyi.

## Le contexte
Après la révolution manquée de 1848-1849, la Hongrie est placée sous la coupe du gouvernement impérial de Vienne. Le royaume se retrouve absorbé par l'Autriche, divisé en cinq provinces rigoureusement administrées par le gouvernement habsbourgeois. De plus, on détache du pays la Transylvanie, la Voïvodine de serbie et Temesvar.
Les rancœurs accumulées par les nationalistes hongrois contre l'empereur sont donc très vives. 
C'est dans ce contexte que l'un d'eux, un compagnon tailleur du nom de Janos Libenyi, admirateur de Kossuth, décide de tuer celui qu'il considère comme un tyran.

## Les faits
Le 18 février 1853, François-Joseph se promène sur les vieux remparts entourant la ville de Vienne afin d'observer les soldats à l'exercice. Il est seulement accompagné de son aide-de-camp, le comte O'Donell. Penché pour observer ses hommes qui s'entraînent à ses pieds, François-Joseph ne voit pas surgir derrière lui Libenyi armé d'un couteau. Heureusement pour lui, une femme aperçoit l'assassin et pousse un cri de frayeur. L'empereur se retourne alors brusquement et ce geste le sauve. La lame qui aurait pu l'atteindre au dos le touche à la nuque, où elle est amortie par le col de son manteau. 
Aussitôt, O'Donell se précipite sur Libenyi et parvient à le ceinturer, l'empêchant de frapper une seconde fois.
Quant à François-Joseph, bien que saignant abondamment, sa blessure est sans gravité. Il doit toutefois se reposer quelques semaines avant de reprendre ses activités normales.[réf. nécessaire]

## Les suites
Le procès de Libenyi est rapidement expédié. L'assassin est condamné à mort et pendu seulement huit jours après son attentat.
L'empereur connaît en revanche un réel regain de popularité dans le pays. La population, émue par le forfait de Libenyi, oublie pour un temps les duretés du régime impérial.
Quelques années plus tard, un monument est construit en souvenir de cet attentat, ce sera la Votivkirche, l'église votive de Vienne.

## Sources
- Jean-Paul Bled, François-Joseph, Paris, Fayard, 1987